# Sergio Massa
Sergio Tomás Massa, född 28 april 1972 i Buenos Aires, är en argentinsk politiker.

## Biografi
Massa började sin politiska karriär inom Partido Justicialista, och blev invald i Argentinas deputeradekammare för provinsen Buenos Aires som 27-åring 1999. Efter finanskrisen i landet 2001 utsågs Massa till chef för socialförsäkringsmyndigheten ANSeS. År 2007 valdes han till borgmästare i staden Tigre, norr om Buenos Aires, men lämnade uppdraget 2008 då han utsågs till chef för presidentkansliet (försteminister) under Cristina Fernández de Kirchner. Han lämnade denna post 2009, och blev 2011 åter borgmästare i Tigre.
Massa, som tillhör mittenhögern inom peronismen, bildade 2013 ett eget parti, Frente Renovador, i opposition till Frente para la Victoria, den valallians som leddes av Fernández de Kirchner. I valen till deputeradekammaren samma år blev Massa invald för partiet i provinsen Buenos Aires. Han ställde även upp i presidentvalet 2015, där han kom trea. I presidentvalet 2019 kom han istället att stödja valalliansen Frente de Todos under ledning av Alberto Fernández, och valdes efter dennes valseger till ordförande i deputeradekammaren.
Sedan augusti 2022 är Massa finansminister under Alberto Fernández. I 2023 års presidentval kandiderar Massa för den peronistiska valkoalitionen Unión por la Patria. Massa segrade i en första valomgång i oktober 2023 med nära 37 procent av rösterna, och väntas ställas mot motkandidaten Javier Milei i en andra valomgång i november.